# Grad Turnišče
Grad Turnišče je dvorec v mestni občini Ptuj na Dravskem polju prvič omenjen leta 1441. Leži približno 2,5 kilometra južno od središča mesta v ČS Breg-Turnišče. Današnjo podobo je po zaslugi dunajskega baročnega arhitekta Josefa Hueberja, dobil okrog leta 1763. Skupna površina gradu meri 2.926,25 m2.
Kompleks sestavlja dvorec s parkom velikost 26 ha, zamuljen in zaraščen Turniški ribnik, ki ga napaja Turniška Studenčnica in Turniški travniki na severnem delu. Dvorec je nastal v srednjem veku, kot preprosta lesena utrdba namenjena obrambi proti Turkom. V renesansi so stavbo prezidali in dvorec je postal reprezentančno domovanje plemstva. V baroku se je z razmahom plemstva njegova reprezentančna vloga le še utrdila. Ob dvorcu so uredili formalno zasnovan baročni vrt. V začetku 19. stoletja so dvorec ponovno prezidali in ob njem uredili park v krajinskem slogu. Zraven stoji tudi nekdanja žitnica.

## Zgodovina

### 1294: Predhodnica graščine Pogrenje
Dvorec Turnišče je nastal kot naslednik na ostankih srednjeveške utrdbe Treun - Pogrenje. V 13. stoletju je predstavljalo upravno središče Draneške gospoščine. Leta 1294 je Bertold Draneški gospoščino prodal Frideriku Ptujskemu. Posest sta dedovali njegovi sestri Ana grofica Schaunberg in Neža Schaunberg.

### 1441: Prva omemba graščine Tuernes
V delilni listini iz leta 1441 je dvorec Turnišče, kot Tuerens, prvič omenjen in nato dodeljen Ani grofici Schaunberg. . 

### 16. stoletje
V 16. stoletju je bilo Turnišče v posesti ormoških Szeklyev. Leta 1592 pristavo Turnischa kupi David pl. Idungspeug, ki z nakupom okoliških uradov in posesti, poveča gospoščino, h kateri pripada še mlin na Vidmu, pomirje, deželno sodišče in pretežno ravninska posest z gorninami v Halozah. Še pred letom 1626 preide posest v roke Herbesteinov. Leta 1650 jo kupi Johan Vajkart Vetter grof von der Lille, ki jo daruje svoji hčerki Katarini Suzani Saurau, grofici Breuner, ki ga podari minoritom .

### 17. stoletje
Leta 1676 Turnišče kupi grofica Suzana E. Thurn, ki ga podari sinu J. M. grofu Thurn - Valsassina, ki grad prezida in uredi gospoščino, po velikosti primerljivo z nekdanjo Draneško posestjo . 

### 18. stoletje
Leta 1729 posest zaseže deželna uprava, ki jo proda baronu Anselmu pl. Fleischmannu. Leta 1732 posestvo kupi državni grof Albert Heiser, leta 1735 Rudolf Avgust baron von Cramm. Leta 1749 dvorec in zemljiško posestvo po poroki z baronovo hčerko baronico Cramm, pridobi državni grof Anton Geisruck . Po njegovi smrti je gospoščino podedoval njegov brat Janez Karel, ki je leta 1768 gospostvo prodal cisterijanskemu samostanu v Neubergu. Ko so samostan v času Jožefinskih reform ukinili, je Turnišče prišlo v last državnega verskega skala. 

### 19. stoletje
Leta 1826 je posest kupil grof Adolf Schönfled, leta 1851 Vilijem baron von Walterskirchen, leta 1863 Belgijska kreditna banka od katere je posest leta 1872 odkupil Lazar baron Hellenbach. Leta 1876 je Turnišče kupil Viktor vitez von Ofenheim zu Pont Guxin in ga še isto leto prodal baronu Jožefu Meyeru, ki ga je leta 1878 prodal baronu Leonu pl. Lenwal- Löwesteinu . 
Leta 1884 je posestvo kupil baron Rudolf Warren Lippitt in tam ustanovil znamenito konjušnico. Po njegovi smrti so posestvo dedovali njegovi otroci, ki so tam živeli vse do konca 2. svetovne vojne, ko so bili odvedeni v taborišče, v dvorcu pa je svoj štab ustanovila jugoslovanska vojska.

### Po letu 1945
Leta 1945 so posestvo nacionalizirali, v njem je svoje prostore dobila Kmetijska šola Ptuj. Po selitvi Kmetijske šole, konec 80. let in po hudem požaru, je začel dvorec naglo propadati.

### 1987: Veliki požar
19. maja 1987, ob 18:55 je zagorelo in ognjeni zublji so popolnoma uničili leseno ostrešje ter močno poškodovali strop. Kar 117 okoliških gasilcev z 18 gasilskimi avtomobili, se je z ognjem borilo do 23:40 ure. Šlo je za malomarnost štirih delavcev iz bivše republike, ki so pričeli z adaptacijo gradu, ker pa so tam nameravali kar prenočiti, so si zakurili kamin spodaj, da bi si tako zagreli vodo. Zaradi dotrajanosti dimnika so iskre na podstrešju zanetile star papir in ostalo navlako.
Po obnovi po tem silnem požaru, so osrednji nadstrešek v popolnem neskladju z dotedanjo zgodovinsko podobo gradu, povsem na novo dvignili za eno nadstropje višje.